# Ron Steens
Ronaldus Franciscus Johannes „Ron” Steens (ur. 18 czerwca 1952 w Rotterdamie, zm. 30 września 2024) – holenderski hokeista na trawie. Dwukrotny olimpijczyk.
W reprezentacji Holandii zagrał 167 razy (86 razy jako kapitan) w latach 1973–1985. Wystąpił na igrzyskach olimpijskich w 1976 w Montrealu (4. miejsce) i w  1984 w Los Angeles (6. miejsce). Był mistrzem świata w 1973, wicemistrzem świata w 1976, a w mistrzostwach Europy zdobył srebrny medal w 1978 i brązowy medal w 1974. 
Jego brat Tim także był hokeistą na trawie i olimpijczykiem.